# Canton du Vauclin
Le canton du Vauclin est une ancienne division administrative française située dans le département et la région de la Martinique.

## Géographie
En Martinique, le canton du Vauclin correspondait à la seule commune du Vauclin dans l'arrondissement du Marin.

## Histoire
À la suite des élections territoriales de décembre 2015 concernant la collectivité territoriale unique de Martinique, le conseil régional et le conseil général sont remplacés par l'assemblée de Martinique. De fait, les cantons disparaissent.

## Administration
| Période                                                 | Période          | Identité         | Étiquette    | Qualité                                                                |
| ------------------------------------------------------- | ---------------- | ---------------- | ------------ | ---------------------------------------------------------------------- |
| 1955                                                    | 1979             | Georges Celma    | DVG puis DVD | Médecin Maire du Vauclin (1959-1977)                                   |
| 1979                                                    | 1998             | Yves Juston      | UDF          | Médecin Maire du Vauclin (1977-1995)                                   |
| 1998                                                    | 2001 (démission) | Raymond Occolier | PS           | Professeur de collège Maire du Vauclin depuis 1995 Conseiller régional |
| 2001                                                    | 2015             | Georges Cléon    | PS           | Adjoint au maire du Vauclin                                            |
| Les données antérieures ne sont pas encore mentionnées. |                  |                  |              |                                                                        |

## Composition
Le canton du Vauclin se composait uniquement de la commune du Vauclin et comptait 9 140 habitants (population municipale) au 1er janvier 2012,.

## Démographie
| 1961 | 1967  | 1974  | 1982  | 1990  | 1999  | 2006  | 2009  | 2012  |
| ---- | ----- | ----- | ----- | ----- | ----- | ----- | ----- | ----- |
| -    | 7 732 | 7 711 | 6 950 | 7 741 | 7 778 | 8 689 | 9 087 | 9 140 |